# Valerius Cordus
Valerius Cordus (Erfurt, 18 februari 1515 – Rome, 25 september 1544) was een Duits arts, botanicus, farmacoloog en mineraloog. Hij was onder meer de auteur van de eerste Duitse farmacopee. Zijn uitgegeven werk, dat in zijn geheel pas na zijn dood verscheen, wordt geprezen om de heldere en gedetailleerde beschrijvingen die hij van planten en mineralen gaf. Hij was zeer goed thuis in de klassieke werken van Theophrastus en Dioscorides, maar anders dan zijn voorgangers concentreerde hij zich niet op die teksten maar op waarnemingen aan de echte planten. Albrecht von Haller zei van hem: "Primus plantas ad naturam, omissis veterum pigmentis, describere docuit." [Hij was de eerste die onderwees om planten naar de natuur te beschrijven, de oude verflagen (dat zijn de povere beschrijvingen die de klassieke auteurs gaven) buiten beschouwing latend].

## Levensschets
Cordus werd in 1515 geboren als zoon van de dichter, botanicus en arts Euricius Cordus (1486–1535, doopnaam Heinrich Ritze) en Kunigunde Dünnwald, of Ralla, dochter van een apotheker uit Frankenberg, die samen in totaal acht kinderen kregen, waarvan Valerius de derde was.

### Vader Euricius Cordus
Euricius werd geboren op een boerderij in Simtshausen bij Münchhausen in Hessen. Zijn eigenlijke naam was Heinrich, wat hij zelf latiniseerde als 'Ricius', na 1513 op voorstel van de humanist en schrijver Konrad Muth (Mutianus Rufus) met het voorzetsel eu- (= goed) uitgebreid. Zelf voegde hij regelmatig 'Simesusius' (= uit Simtshausen) of een verbuiging daarvan aan zijn naam toe. Hij was de jongste van 13 kinderen, en gaf zichzelf daarom de naam 'Cordus' (= laatgeborene). Euricius Cordus ging vanaf 1496 naar school, waarschijnlijk in Marburg, bij de Broeders van het Gemene Leven, studeerde vanaf 1505, aan de artiestenfaculteit van de Universiteit van Erfurt en ontving daar vermoedelijk in 1507 zijn bachelorbul. In 1508 trouwde hij. Van 1509 tot 1511 was hij rector van een school in de Altstadt van Kassel; hij werd er vermoedelijk om politieke redenen in 1511 ontslagen. In het jaar daaropvolgend was hij klerk van Anna von Mecklenburg in Felsberg. In 1514 verhuisde hij naar Leipzig, om daar colleges te gaan geven over zijn eigen gedichten, maar hij was tegen het eind van datzelfde jaar alweer terug in Erfurt. In 1516 behaalde hij in Erfurt de graad van magister. Volgens sommige biografen woonde het gezin vanaf 1517 een paar jaar in Leipzig, waar Euricius zowel student als docent zou zijn geweest, en waar hij bevriend zou zijn geraakt met Joachim Camerarius de oudere, die in 1518 in Erfurt ging studeren. Volgens andere biografen was hij vanaf 1517 rector van de Stiftsschule St. Marien in Erfurt, en raakte hij pas in 1518 in die stad met Camerarius bevriend. Zeker is dat Euricius vanaf 1519 in Erfurt geneeskunde studeerde. In 1521 ging hij met Georg Sturtz naar Ferrara waar hij bij Nicolas Leonicemus nog datzelfde jaar zijn doctorstitel behaalde. In 1523 werd hij stadsarts in Braunschweig, enkele jaren later in Emden. In 1527 accepteerde hij op verzoek van Filips I van Hessen een aanstelling als hoogleraar in de geneeskunde aan de net opgerichte Universiteit van Marburg, waar hij een botanische tuin liet aanleggen. Hij was tweemaal (1530 en 1533) rector van de universiteit. Met zijn vooral satirische gedichten, die ook zijn collega's tot onderwerp hadden, maakte hij zich niet geliefd, en in 1534 verhuisde hij, vanwege een conflict met de universiteit, naar Bremen, waar hij stadsarts en leraar aan een gymnasium werd, maar al op 24 december 1535 overleed. Hij was een van de eerste botanici die ervoor waarschuwden dat de soorten die in de werken van Theophrastus en Dioscorides werden beschreven waarschijnlijk niet dezelfde waren als die in Midden-Europa voorkomen, omdat het Middellandse Zeegebied een ander floradistrict is. Hij verwoordde dat in de vorm van een lang gesprek tussen enkele geleerden, in het boek Botanologicon, dat in 1534 in Keulen uitkwam.

### Opleiding
Van Valerius' jeugd wordt gezegd dat hij door zijn vader vanaf de wieg met kruiden werd omgeven. Van zijn moeder is bekend dat ze, als apothekersdochter, ook zeer goed thuis was in de kruidenleer en in de farmacie. Haar rol in zijn opvoeding wordt door biografen echter niet genoemd. Diverse bronnen vermelden dat Valerius Cordus in 1527, dus als 12-jarige, zijn studie aan de Universiteit van Marburg begon, waar hij onder leiding van zijn daar net benoemde vader lessen in de botanie en farmacie volgde. In 1531 haalden Valerius en zijn broer Philipp hun bachelordiploma. In 1533 ging Valerius naar Leipzig, waar hij in de apotheek van zijn oom Johannes (of Joachim) Ralla in de leer kwam, en zich tevens inschreef aan de universiteit van die stad. Vanaf 1538 wisselde hij informatie over, en stalen van mineralen uit met Georgius Agricola. In de apotheek van Ralla werkte hij aan een receptenboek. Ralla was van het resultaat zo onder de indruk, dat hij hem aanspoorde het te publiceren. Ralla heeft er waarschijnlijk een belangrijke rol in gespeeld dat het werk uiteindelijk onder de aandacht kwam van de apothekers van Neurenberg.
In 1539 schreef hij zich als student in aan de Universiteit van Wittenberg. Hij volgde daar, samen met Johann Crato von Krafftheim uit Breslau, met wie hij vriendschap sloot, colleges bij Philipp Melanchthon over de Alexipharmaca van Nicander. Von Krafftheim stuurde later, na het overlijden van Cordus, een korte levensschets van hem aan Conrad Gesner. In de winter van 1539/40 gaf Cordus zelf colleges over De materia medica van Dioscorides, en in elk geval in de winter van 1542/43 en het zomersemester van 1543 herhaalde hij dit nog eens. Deze colleges trokken veel studenten, en zelfs enkele van zijn collega's kwamen als toehoorders. Aan de hand van de aantekeningen van zijn studenten is de collegestof na zijn dood uitgegeven als In Pedacii Dioscoridis Anazarbei de medica materia annotationes, verzorgd door Conrad Gesner.

### Excursies
Vanuit Wittenberg ondernam hij reizen naar het Ertsgebergte, het Thüringer Woud, de Harz en verder, om daar planten en mineralen te verzamelen. Van 1542 is een verslag van een lange excursie, van het voorjaar tot de herfst, bewaard gebleven in Sylva observationum variorum Valerii Cordi. Cordus gaf het verslag niet in chronologische volgorde, maar Thilo Irmisch reconstrueerde de reis aan de hand van de seizoensgebonden planten waarvan Cordus vindplaatsen opgaf. Volgens Irmisch trok Cordus van Wittenberg naar Rochlitz, Altenburg, het Ertsgebergte (waar hij wit hoefblad en zevenster vond), het noorden van Bohemen, Karlsbad, Königsberg, Eger, Redwitz, Kemmat, Auerbach en Neurenberg. Vandaar ging hij naar Regensburg, Passau, Augsburg (met voorjaarsgentiaan), Salzburg, Innsbruck en de omgeving van de Etsch. Dan naar Tübingen in Württemberg. Hij heeft in Tübingen vrijwel zeker kennis gemaakt met Leonhart Fuchs. Hij vervolgde zijn reis langs de Rijn. Bij Speyer zag hij schildpadden. Tussen Oppenheim en Mainz zag hij een zwaardlelie in zaad, wat betekent dat hij er in augustus was. Zijn volgende oponthoud was in Frankfurt am Main, waar hij tijdens de Messe was. Mogelijk is hij in Wiesbaden en Koblenz geweest. Via de Wetterau ging hij naar Hildesheim en Sangerhausen. Van daar trok hij naar de Harz, Mansfeld, Bernburg en Staßfurt, waar de zeeaster bloeide, voor hij in Wittenberg terugkeerde. Op deze reis werd hij vrijwel zeker vergezeld door Pierre Belon. De nauwkeurige beschrijvingen die hij maakte van de planten die hij tijdens zijn excursies vond, werden na zijn dood door Conrad Gesner uitgegeven als Historiae plantarum libri IV. In 446 hoofdstukken beschreef Cordus daarin evenzoveel plantensoorten, voor een deel nieuw voor de botanie. Gesner voegde uit zijn eigen verzameling van houtsneden (onder meer uit de nalatenschap van Hieronymus Bock) afbeeldingen toe.

### Reis naar Italië
In oktober 1543 vertrok hij voor een reis naar Italië. Zijn reisgenoot was Hieronymus Schreiber, en waarschijnlijk hebben ook Nicolaus Friedewald en Cornelius Sittard von Cöln grote delen van de reis meegemaakt. Zijn eerste doel was waarschijnlijk Venetië, waar hij vermoedelijk langere tijd verbleef. Op 20 april 1544 schreef hij vanuit die stad een brief aan Agricola, waarin hij aangaf de hele winter in Padua te hebben doorgebracht, en vanaf Carnaval (weer) in Venetië geweest te zijn. Cordus was lang genoeg in Venetië om er 66 beschrijvingen van vissen op te stellen. Van Venetië ging hij uiteindelijk weer naar Padua, waarvandaan hij kort na Pinksteren naar Ferrara vertrok, Schreiber achterlatend. In Ferrara had hij een ontmoeting met de arts en botanicus Antonio Musa Brassavola. Na enkele dagen ging hij verder naar Bologna, waar hij Luca Ghini ontmoette, en vermoedelijk een maand verbleef. Daarvandaan ging hij via Florence en Lucca naar Livorno. Daar ontmoette hij opnieuw Pierre Belon, die van zijn reis had gehoord, en hem tegemoet was getrokken. Ze verzamelden samen planten op de 'Mons Ater' (Colle di Monte Nero). Belon vermeldt niet of hij nog verder met Cordus is meegereisd. Die laatste trok verder naar Siena, en tot slot via de Maremma naar Rome. In die stad kwam hij rond 1 september ziek aan. Hij had in elk geval koorts, en was gewond door een trap van een paard tegen zijn been. Onduidelijk is of de koorts het gevolg was van een wondinfectie, zoals door sommige biografen gesuggereerd, of dat hij malaria had opgelopen. Dat de koorts iets te maken had met de moerassen van de Maremma wordt aannemelijker in de wetenschap dat ook zijn reisgenoten Friedewald en Sittard, eenmaal in Rome, ziek werden. Op 5 september voegde Hieronymus Schreiber zich weer bij het gezelschap. Op 17 september begon Cordus te ijlen maar de volgende dag verbeterde zijn toestand aanmerkelijk, voor Sittard en de met Hieronymus Schreiber meegekomen Joachim Moller voldoende geruststelling om plannen te maken voor een excursie naar Napels. Op aandringen van Cordus ging ook Schreiber mee. De koorts kwam na hun vertrek echter terug. Cordus legde een laatste biecht af, kreeg de ziekenzalving en deed met veel moeite een communie, alles om te voorkomen dat zijn lijk na zijn sterven in de Tiber zou worden gegooid. Op 25 september 1544, vier uur na zonsondergang, bezweek hij. Hij werd begraven in de Santa Maria dell'Anima, de kerk van de Duitse natie in Rome.
Op basis van de manuscripten die hij over zijn excursies in Italië naliet werd door Gesner in 1563 nog een vijfde deel van zijn Historiae plantarum uitgegeven, als Stirpium descriptiones liber quintus, met beschrijvingen van 25 plantensoorten die hij niet in Duitsland was tegengekomen.

## Eerste farmacopee
Rond 1542 werd de door Cordus samengestelde farmacopee in handgeschreven kopieën al door diverse apothekers in Saksen gebruikt. Tijdens zijn excursie van 1542 door Duitsland, kwam Cordus ook in Neurenberg, waar hij op 14 juni een bespreking met de raad had over zijn Dispensatorium. Hem werd verzocht om een exemplaar voor de Neurenberger apotheken. Op 4 mei 1543 was Cordus opnieuw in Neurenberg, nu om het werk af te geven aan de raad van de stad, zodat die het door een commissie van artsen kon laten beoordelen. Op 13 en 30 oktober van hetzelfde jaar kwam het werk, in aanwezigheid van Cordus, opnieuw in de raad ter sprake. De uitkomst was dat het werd geaccepteerd, en dat aan Cordus 100 goudguldens werden uitgekeerd, alsmede de volledige vergoeding van de kosten voor zijn verblijf in de herberg. Het bezoek aan Neurenberg had plaats toen Cordus op weg was naar Italië. Daarmee moet het bezoek in oktober bedoeld zijn, omdat hij tussen mei en oktober nog naar Wittenberg moet zijn teruggekeerd, waar hij tijdens het zomersemester nog een reeks colleges gaf.

### Verschijningsdatum
In diverse werken en catalogi wordt als verschijningsdatum van de eerste druk het jaar 1535 opgegeven. Volgens Rudolf Schmitz is dat een gevolg van de onjuiste opgave die Johann Friedrich Gmelin daarvan in 1797 deed in zijn Geschichte der Chemie. De fout zou daarna in 1847 kritiekloos zijn overgenomen door Hermann Kopp in zijn Geschichte der Chemie, in 1855 door Hermann Ludwig in zijn Geschichte der Apotheker, (een vertaling van Histoire des Apothicaires van Adrien Phillippe (1853), met dezelfde fout), en voorts in 1857 door Ernst Meyer in zijn Geschichte der Botanik, waarmee deze drie werken een solide basis vormden waarop de fout zich verder kon verspreiden. Hermann Peters gaf in 1891 een uitgebreide bespreking van de totstandkoming van de eerste druk. Daarin liet hij aan de hand van raadsstukken uit Neurenberg zien dat het werk tussen 28 juni en 7 september 1546 verscheen. Het werd in twee formaten, klein-folio en duodecimo, gedrukt bij Johannes Petreius, en verscheen zonder jaartal op de titelpagina.

## Eerbewijzen
- Charles Plumier vernoemde in 1703 het geslacht Cordia naar hem;[53] Linnaeus nam die naam later over.[54][55]

## Publicaties
- 1546 Pharmacorum omnium, quae quidem in usu sunt, conficiendorum ratio, vulgo vocant dispensatorium pharmacopolarum, Neurenberg, Johann Petreius, vanaf 1547 voorgeschreven aan apothekers van Neurenberg,[25] uitgave 1568, Antwerpen
- 1549 In Pedacii Dioscoridis Anazarbei de medica materia annotationes, als bijlage bij de vertaling van De medicinali materia libri sex van Dioscorides door Jean Ruel, Frankfurt[25]
- 1561 In Pedacii Dioscoridis Anazarbei de medica materia annotationes, Straatsburg, verzorgd door Conrad Gesner[25]
- 1561 Historiae plantarum libri IV, Straatsburg, verzorgd door Conrad Gesner[25]
- 1561 Sylva observationum variarum Valerii Cordi, Straatsburg, verzorgd door Conrad Gesner
- 1563 Stirpium descriptiones liber quintus, Straatsburg, verzorgd door Conrad Gesner[25]

- Biblioteca Nacional de España: XX894568
- Bibliothèque nationale de France: cb12515627d (data)
- Author citation (botany): V.Cordus
- Gemeinsame Normdatei: 118670085
- International Standard Name Identifier: 0000 0001 0876 7298
- Library of Congress Control Number: n92072362
- Nationale Bibliotheek van Tsjechië: nlk20000091738
- Nationale Bibliotheek van Israël: 987007336398405171
- Nationale Bibliotheek van Polen: a0000003736837
- Nederlandse Thesaurus van Auteursnamen: 074741993
- Istituto Centrale per il Catalogo Unico: BVEV020142
- LIBRIS: 290748
- SNAC: w64x792n
- Système universitaire de documentation: 077785797
- Virtual International Authority File: 19786248
- WorldCat: E39PBJpYvVBqKtFxqTbRm7GbVC